# ألفي ماوسون
ألفي ماوسون (بالإنجليزية: Alfie Mawson) (19 يناير 1994 المملكة المتحدة - ) هو لاعب كرة قدم بريطاني، يلعب كمدافع.

## وصلات خارجية
ألفي ماوسون على موقع الاتحاد الأوربي (الإنجليزية)
- ألفي ماوسون على موقع قاعدة بيانات كرة القدم.إي يو (الإنجليزية)
- ألفي ماوسون على موقع Soccerbase.com (لاعب) (الإنجليزية)
- ألفي ماوسون على موقع Soccerway.com (الإنجليزية)
- ألفي ماوسون على موقع عالم كرة القدم.نت (الإنجليزية)
- ألفي ماوسون على موقع AS.com (الإسبانية)